# Damaris Cudworth Masham
Lady Damaris Cudworth Masham (Cambridge, 18 gennaio 1659 – Bath, 20 aprile 1708) è stata una filosofa inglese.

## Biografia

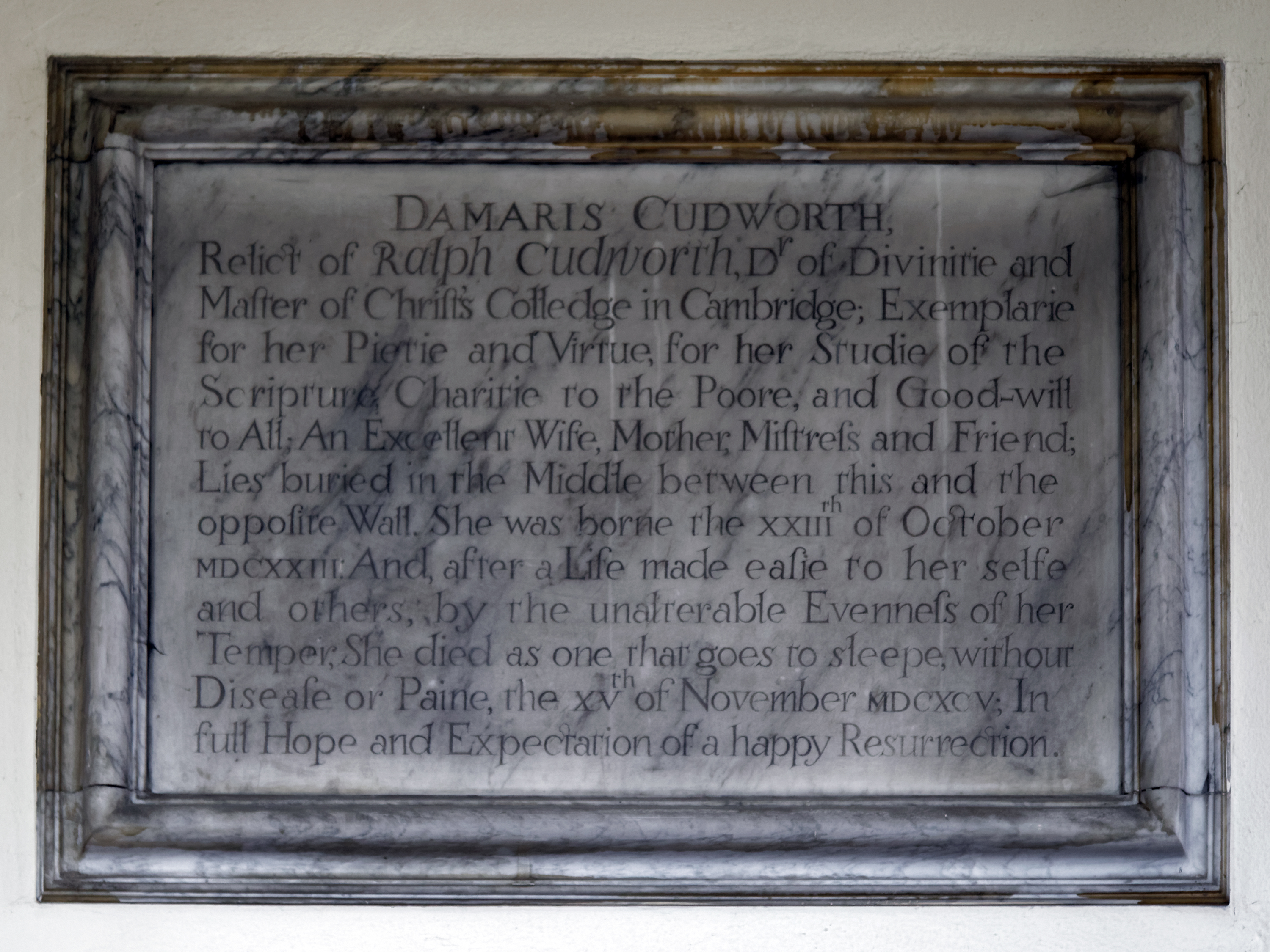
Targa a Damaris Cudworth nella chiesa di Ognissanti di High Laver

Figlia del filosofo e teologo Ralph Cudworth e della moglie Damaris Cradock, Damaris Cudworth nacque a Cambridge nel 1650 e fu educata dal padre. Gli ambienti culturali frequentati dai genitori e, in particolare, il filosofo John Norris, contribuirono alla sua formazione filosofica. Appena ventenne, Damaris Cudworth dimostrava una vasta conoscenza della filosofia contemporanea e dell'opera di Platone, per quanto problemi di vista le impedissero di leggere quanto avrebbe voluto. Nel 1685 divenne la seconda moglie di Sir Francis Masham, con cui ebbe un figlio, Francis Cudworth Masham, l'anno successivo.
Poco dopo il suo ventesimo compleanno intraprese una fitta corrispondenza con John Locke, che decantò la preparazione teologica e filosofica della giovane. I due sarebbero stato intimi amici per tutta la vita e Lady Masham si sarebbe occupata di lui nelle sue ultime ore di vita. Spronata dall'incoraggiamento di Locke, nel 1696 pubblicò A Discourse Concerning the Love of God in risposta al Practical Discourses di John Norris; dopo la morte del suo mentore pubblicò Thoughts in Reference to a Vertuous or Christian Life (1705). Entrambe le opere furono pubblicate anonimamente, probabilmente per evitare pregiudizi contro il suo sesso. In esse lamentò il trattamento riservato alle donne nella società e perorò la causa dell'istruzione femminile, guadagnandosi un posto di rilievo tra le pensatrici protofemministe inglesi.
Nei suoi ultimi anni fu tormentata dai calcoli renali e si trasferì a Bath nella speranza che le acque termali alleviassero i dolori. Qui morì nel 1708 all'età di 49 anni e fu sepolta nell'Abbazia di Bath.

## Opere
- A Discourse Concerning the Love of God (1696)
- Occasional Thoughts in reference to a Vertuous or Christian Life (1705)